# Шахта № 2 «Новогродівська»
ДВАТ «Шахта № 2 Новогродівська». Входило до ДХК «Селидіввугілля».
Фактичний видобуток 998/388 т/добу (1990/1999).
Максимальна глибина 551/570 м (1990/1999).
Протяжність підземних виробок 30,4/17,7 км (1990/1999).
У 1999 р. розроблялися пласти k8, l1 потужністю 1,2-1,49 м, кути падіння 9-16о.
Пласти небезпечні щодо вибуху вугільного пилу.
Кількість очисних вибоїв 2/1, підготовчих 6/2 (1990/1999).
Кількість працюючих: 1235/1449 чол., в тому числі підземних 990/905 чол. (1990/1999).